# West University Place (Teksas)
West University Place je grad u američkoj saveznoj državi Teksas. Prema popisu stanovništva iz 2010. u njemu je živjelo 14.787 stanovnika.